# 제2대 러셀 백작 프랭크 러셀

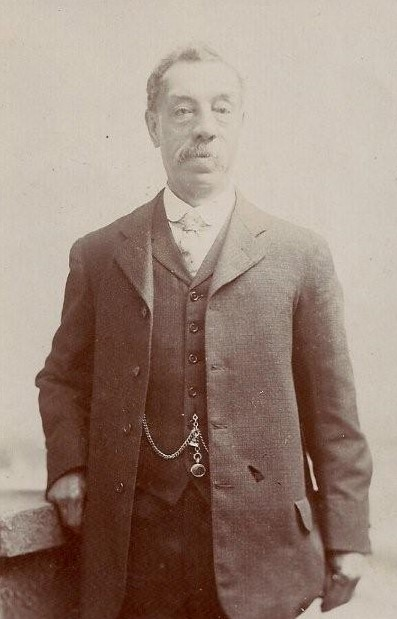
러셀 경

제2대 러셀 백작 존 프랜시스 스탠리 러셀(John Francis Stanley Russell, 2nd Earl Russell, 1865년 8월 12일 ~ 1931년 3월 3일), 통칭 프랭크 러셀(Frank Russell)은 앰벌리 자작 존 러셀과 앰벌리 자작부인 캐서린 러셀의 아들이다. 부모가 일찍 사망하여 조부모 슬하에서 자랐다. 그는 영국 전 수상인 제1대 러셀 백작 존 러셀의 손자이며 철학자 제3대 러셀 백작 버트런드 러셀의 형이다.
| 전임 존 러셀 | 영국의 러셀 백작 1878년 - 1931년 | 후임 버트런드 러셀 |